# Bray Productions
Bray Productions foi um dominante estúdio de animação com sede nos Estados Unidos da América nos anos anteriores à Primeira Guerra Mundial.

## Filmes produzidos
1913:
The Artist's Dream
1914:
The Police dog
1919:
How the Telephone Talks
The Tantailizing Fly
1920:
The Best Mouse Loses
The Great Cheese Robbery
Love's Labor Lost
Cheating the Piper
A Family Affair
1921:
The Awful SpookThe Wireless Wire-Walkers
1922:
The Mad Locomotive